# Parisolabis boulderensis
Parisolabis boulderensis är en tvestjärtart som beskrevs av Hudson 1975. Parisolabis boulderensis ingår i släktet Parisolabis och familjen skevtångtvestjärtar. Inga underarter finns listade i Catalogue of Life.